# L (Steve Hillage)
L è il secondo album del chitarrista progressive rock inglese Steve Hillage ed è stato pubblicato dalla Virgin Records britannica nel 1976 (numero di catalogo V2066). Fu registrato nei nuovi studi The Secret Sound del chitarrista Todd Rundgren a Woodstock (New York), negli Stati Uniti, tra il maggio ed il giugno del 1976. In particolare, la traccia Lunar Musick Suite fu incisa durante le fasi di luna piena degli stessi mesi. Nelle note di copertina, l'autore dedica il disco a tutte le ottimistiche visioni del futuro.
La formazione è composta da vari musicisti, tra i quali sono presenti i membri degli Utopia (la band di Rundgren), Miquette Giraudy (compagna di Hillage nella vita privata) ed il trombettista jazz statunitense Don Cherry. Il disco divenne il maggior successo commerciale dell'autore e rimase per 12 settimane nelle classifiche di vendita del Regno Unito, arrivando al decimo posto.

## Il disco
Fu inciso poco dopo la fuoriuscita di Hillage dai Gong, la band di space rock psichedelico in cui aveva contribuito alla realizzazione degli album che compongono la "Trilogia di Radio Gnome Invisible", i capolavori del gruppo. Il declino dei Gong spinse Hillage a continuare la carriera solista, intrapresa l'anno precedente con Fish Rising, che univa le atmosfere space dei Gong con quelle hippie dei Khan, il gruppo precedente di Hillage scioltosi nel 1972.
Con L, l'autore si apre a nuove influenze, pur mantenendo il misticismo che lo aveva contraddistinto in precedenza in tracce come Om Nama Shivaya e Lunar Musick Suite. Quest'ultima garantisce la continuità con Fish Rising e con la tendenza in voga nei primi anni settanta da parte dei gruppi progressivi di eseguire lunghe suite, in prevalenza strumentali. Al contrario del precedente lavoro, dove Hillage aveva scritto tutti i brani, in L l'autore esegue tre cover: Hurdy Gurdy Man di Donovan, la mistica Om Nama Shivaya di Nariula e Kesar Singh, e It's All Too Much dei Beatles, scritta da George Harrison. Il talento di Rundgren come ingegnere del suono e produttore, ed i fiati di Cherry, che conferiscono spesso all'album un sapore jazzistico, contribuiscono alla realizzazione di un'opera eclettica.

## Pubblicazioni
Dopo l'uscita dell'album in formato LP nel 1976, la Virgin giapponese pubblicò la prima edizione in CD nel 1990 (numero di catalogo VJCP-2530). Le edizioni rimasterizzate del CD del 2007, pubblicate dalla Virgin in Giappone (numero di catalogo VJCP-68793) e in Europa (CDVR2066), contengono 3 bonus tracks registrate assieme alle altre nel 1976 ma non inserite nell'album originale. Nella bonus track Eight Miles High c'è l'unico contributo come chitarrista di Rundgren, i cui ruoli principali per l'album furono quelli di produttore e di ingegnere del suono.

## Tracce

### Lato 1
1. Hurdy Gurdy Man (Donovan) - 6:32
2. Hurdy Gurdy Glissando (Miquette Giraudy, Steve Hillage) - 8:54
3. Electrick Gypsies (Hillage) - 6:24

### Lato 2
1. Om Nama Shivaya (Nariula, Kesar Singh) - 3:33
2. Lunar Musick Suite (Giraudy, Hillage) - 11:59
3. It's All Too Much (George Harrison) - 6:26

### Bonus tracks sul CD rimasterizzato del 2007
1. Eight Miles High (David Crosby, Gene Clark, Roger McGuinn) – 4:34 (inedita cover del brano dei Byrds)[5]
2. Maui (Miquette Giraudy, Steve Hillage) - 4:41 (versione inedita del brano Palm Trees)
3. Shimmer - (Steve Hillage, Tim Blake) - 3:50 (lato B del singolo pubblicato dalla Virgin nel 1976 con il numero di catalogo VS161)

## Musicisti
- Steve Hillage – voce, chitarra elettrica e sintetizzatori
- Miquette Giraudy – voce, cori e tastiere
- Don Cherry – tromba, corno, tamburello basco, voce, campane
- Larry Karush – percussioni e tabla
- Sonja Malkine – tastiere
- Roger Powell – sintetizzatore, piano, tastiere e moog
- Kasim Sulton – basso
- John Wilcox – batteria
- Todd Rundgren – chitarra in Eight Miles High

## Contributi tecnici
- Todd Rundgren – produttore discografico, ingegnere del suono
- John Holbrook – ingegnere del suono
- Ken Dolman Cooke Key Associates - copertina del disco
- Clayton Kenny - fotografia di copertina